# Überspannung (Elektrotechnik)
Überspannung ist eine elektrische Spannung in elektrischen Systemen, die den Toleranzbereich deren Nennspannung überschreitet.
Überspannungen führen zu einem Stör- oder Fehlerfall, wenn sie Bauelemente oder Bestandteile der Anlagen zerstören. Überspannungen können symmetrisch, das heißt, zwischen beiden Zuleitungen, oder unsymmetrisch – beide Zuleitungen führen Überspannung gegen Erde, auftreten.

## Ursachen
Ursachen für langdauernde Überspannungen im Bereich von Sekunden bis Stunden können sein:
- schlechte Regelung durch den Energieversorger
- plötzlicher Belastungsrückgang im Energieversorgungsnetz, allgemein bei einer Spannungsquelle, zum Beispiel durch
  - Verbraucherverhalten (z. B. symbolische Stromsparaktionen, Ende eines Fußballspieles)
  - Stromausfälle in der Netz-Nachbarschaft, z. B. bei durch Blitzeinschlag ausgelösten Abschaltungen
  - unsymmetrische Belastung oder Kurzschluss eines Außenleiters bei Dreiphasenwechselstromgeneratoren, Stromaggregaten, nicht sternpunktgeerdeten Netzen
  - Verbrauchsrückgang während der Nachtstunden
- Belastungsanstieg durch Stromunterbrechung bei einer Stromquelle

Ursachen für transiente Überspannungen können sein:
- Elektrostatische Entladungen (Impuls-Anstiegszeiten typisch <1 ns)
- Abschalten insbesondere von induktiven Verbrauchern, Schaltfunken an Schaltkontakten, Bürstenfeuer großer elektrischer Maschinen (Burst, Impulsfolgen mit Anstiegszeiten um 5 ns)
- Blitzschlag in der Nachbarschaft, Schalthandlungen im Stromnetz (Surge, Impuls-Anstiegszeiten einige µs, Impulsdauer mehrere 10 µs)

Auch NEMP und durch die Aktivität der Sonne auf der Erde verursachte Magnetstürme verursachen Überspannungen.
Transiente Überspannungen können von benachbarten Störquellen auch kapazitiv (durch Influenz) oder induktiv in Versorgungs- oder Signalleitungen einkoppeln sowie durch starke Funkwellen verursacht werden.

## Folgen
Folgen transienter (kurzzeitiger) Überspannungen
- Durchschläge und Schädigung von Isolierstoffen, einschließlich isolierender Strukturen in Halbleiterbauelementen;
- Zerstörung von Halbleiterbauelementen durch mikroskopische thermische Überlastungen;
- vorübergehende Fehlfunktion oder Funktionsausfall elektronischer Schaltkreise (latching).

Folgen länger andauernder Überspannungen
- thermische Überlastung z. B. von Transformatoren aufgrund erhöhten Leerlaufstromes (Kernsättigung);
- vorzeitiger Ausfall z. B. von Glühlampen

## Abhilfe
Langdauernde Überspannungen im Versorgungsnetz können vom Verbraucher nur mit einem Netzregler verhindert werden. Solche Netzregler sind jedoch nur für einzelne, besonders störempfindliche und teure elektrische Verbraucher üblich und sinnvoll.
Transiente Überspannungen können mit Überspannungsableitern von gefährdeten Komponenten ferngehalten werden (siehe auch Überspannungsschutz):
- im Bereich der Energieversorger mit Funkenstrecken und Varistor-Überspannungsableitern
- am Haus mit Blitzschutz, gemeinsamen Erdschienen für Energieversorgung, Medien und Kommunikation sowie mit Varistor-Überspannungsableitern
- im Bereich der Telekommunikation mit Suppressordioden und Gasableitern
- innerhalb von elektronischen Geräten mit Suppressordioden, Varistoren oder Schutzdioden sowie mit Störschutz-Kondensatoren

Netzspannungsseitig werden weiterhin Isolier-, Luftstrecken und Kriechstrecken überdimensioniert, um bei hohen Spannungs-Impulsen einen elektrischen Durchschlag zu vermeiden.
Elektronische Bauteile sowie elektrische Endgeräte für Netzspannungsbetrieb werden im Rahmen der Elektromagnetischen Verträglichkeitsprüfung hinsichtlich ihrer Immunität gegenüber transienten Überspannungen von 500 bis 4000 Volt (teilweise bis 15.000 Volt) getestet und dementsprechend spezifiziert oder im Fall von Endgeräten nach Normen für Industrie-, Medizin- oder Heimanwendung zertifiziert. Dazu gehört:
- ESD-Test (Impulsanstiegszeit ca. 1 ns) nach dem Human Body Model oder dem Maschinenmodell
- Burst-Test (Impulsfolgen mit 5 ns Anstiegszeit und 50 ns Dauer)
- Surge-Test (Impulse mit 1,2/50 µs oder 8/20 µs Anstiegs/Abfallzeit)

## Überspannungskategorien
Die Überspannungskategorie nach DIN EN 60664-1 VDE 0110-1  beschreibt die Überspannungsfestigkeit eines elektrischen Betriebsmittels (Elektroinstallation, Messgerät, Elektrogerät, Netzteil usw.). Es gibt vier Kategorien, mit den römischen Zahlen von I (niedrigste) bis IV (höchste) bezeichnet. Da das Stromnetz selbst die Überspannungsereignisse verbreitet, sind die Anforderungen umso höher, je näher ein Betriebsmittel am Verteilnetz ist. Im Einzelnen bedeuten die Klassen:
- Kategorie I: Geräte jenseits eines Netztransformators (meist also Kleinspannungsverbraucher); Bemessungsstoßspannung 1500 V
- Kategorie II: Geräte mit Kaltgerätestecker, typische Haushaltgeräte, Elektrohandgeräte; Bemessungsstoßspannung 2500 V
- Kategorie III: direkt am Netz angeschlossene (fest installierte) Geräte; Bemessungsstoßspannung 4000 V
- Kategorie IV: Betriebsmittel direkt am Ort der Netzeinspeisung in das Gebäude; Bemessungsstoßspannung 6000 V

Die Stoßspannungsfestigkeit wird durch entsprechende Luft- und Kriechstrecken, die Spannungsfestigkeit von Entstörkondensatoren oder auch die Isolierstoffgruppe und -art gewährleistet.